# Ophiorrhiza brunonis
Ophiorrhiza brunonis är en måreväxtart som beskrevs av Robert Wight och George Arnott Walker Arnott. Ophiorrhiza brunonis ingår i släktet Ophiorrhiza och familjen måreväxter. Inga underarter finns listade i Catalogue of Life.